# Angus McKinnon
Angus McKinnon (* 2. Quartal 1851 in Glasgow; † 24. Juli 1880 in  Kingston) war ein schottischer Fußballspieler. McKinnon spielte in den 1870er Jahren beim FC Queen’s Park.

## Karriere
Angus McKinnon spielte von 1870 bis 1878 für den schottischen Verein FC Queen’s Park dem ältesten Fußballverein Schottlands, der am 9. Juli 1867 gegründet worden war. Mit dem Verein konnte er bei der ersten Austragung des Schottischen Pokals 1873/74 diesen mit der Mannschaft gewinnen. Im folgenden Jahr 1875 wurde der Titel im Hampden Park gegen den FC Renton erfolgreich verteidigt. Als Torschützen beim 3:0-Finalsieg traf McKinnon einmal, sowie Billy Mackinnon und Thomas Highet.
Am 7. März 1874 absolvierte McKinnon ein Länderspiel für die schottische Fußballnationalmannschaft gegen England auf dem Hamilton Crescent im heutigen Glasgower Stadtteil Partick ausgetragen. Das Spiel vor rund 7.000 Zuschauern gewann Schottland mit 2:1, McKinnon schoss dabei das Siegtor in der 47. Minute.

## Erfolge
mit dem FC Queen’s Park:
- Schottischer Pokalsieger: 1874, 1875